# Südostdeutsche Fußballmeisterschaft 1931/32

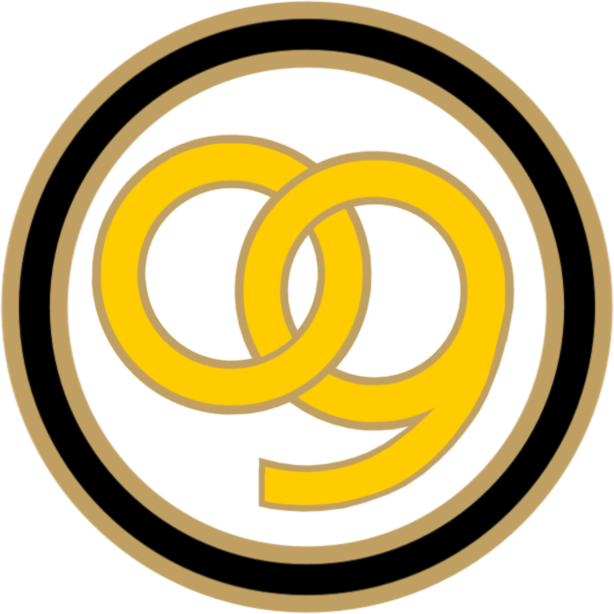
Beuthener SuSV 09 – Südostdeutscher Meister 1932

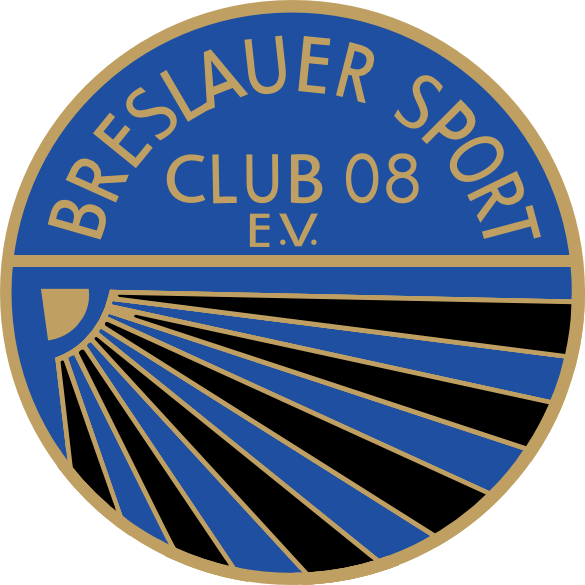
Breslauer SC 08 – Südostdeutscher Vizemeister 1932

Die südostdeutsche Fußballmeisterschaft 1931/32 war die 21. Austragung der südostdeutschen Fußballmeisterschaft des Südostdeutschen Fußball-Verbandes (SOFV). Die Meisterschaft gewann zum dritten Mal hintereinander der Beuthener SuSV 09 nach Punkten im Endrundenturnier. Durch den Gewinn dieser Verbandsmeisterschaft qualifizierten sich der Verein für die deutsche Fußballmeisterschaft 1931/32, bei der die Beuthener im Achtelfinale dem PSV Chemnitz relativ deutlich mit 1:5 unterlagen. Der Breslauer SC 08 konnte sich die Vizemeisterschaft sichern und durfte somit ebenfalls an der deutschen Meisterschaft teilnehmen. Breslau verlor im Achtelfinale zu Hause mit 1:4 gegen Holstein Kiel und schied ebenfalls in der ersten Runde aus.

## Modus

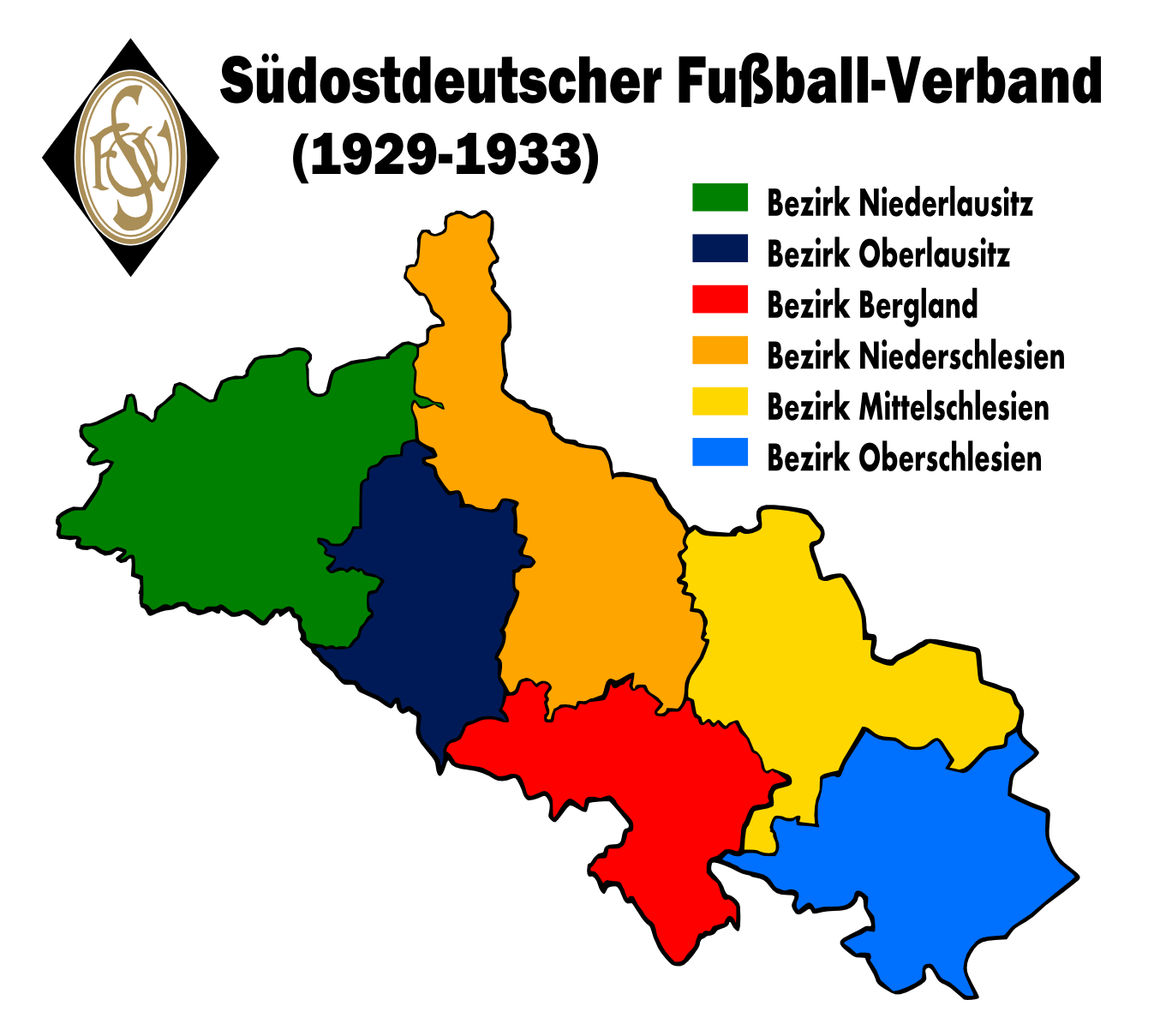
Übersichtskarte der Bezirke des SOFV

Die Spielklassen Südostdeutschlands waren in der Saison 1931/32 in 6 Bezirksklassen eingeteilt, deren jeweilige Meister, sowie Vizemeister, für die Endrunde um die südostdeutsche Meisterschaft qualifiziert waren. Die Bezirksklassen Mittelschlesien und Bergland waren zusätzlich in regionale Staffeln unterteilt.
| Bezirk          | Bezirksmeister                                                       | Bezirkseinteilung                                   |
| --------------- | -------------------------------------------------------------------- | --------------------------------------------------- |
| Niederlausitz   | FC Viktoria Forst                                                    |                                                     |
| Oberlausitz     | SpVgg Gelb-Weiß Görlitz                                              |                                                     |
| Niederschlesien | VfB Liegnitz                                                         |                                                     |
| Mittelschlesien | SpVgg SSC Brieg (Provinzmeister) Breslauer FV 06 (Breslauer Meister) | Breslau, Oels, Brieg, Namslau, Obernigk-Trachenberg |
| Oberschlesien   | SpVgg Vorwärts-Rasensport Gleiwitz                                   |                                                     |
| Bergland        | VfB Langenbielau                                                     | Ost, West                                           |

## A-Klasse Niederlausitz
Die seit dieser Saison in A-Klasse Niederlausitz umbenannte Bezirksliga wurde in einer Gruppe ausgetragen. Der FC Viktoria Forst wurde zum achten und letzten Mal Niederlausitzer Meister und qualifizierte sich somit für die südostdeutsche Meisterschaftsendrunde. Auch der Cottbuser FV 1898 qualifizierte sich erneut als Vizemeister für die Endrunde in Südostdeutschland.
| Pl. | Verein                 | Sp. | S  | U | N  | Tore    | Quote | Punkte |
| --- | ---------------------- | --- | -- | - | -- | ------- | ----- | ------ |
| 1.  | FC Viktoria Forst (M)  | 14  | 10 | 2 | 2  | 057:210 | 2,71  | 22:60  |
| 2.  | Cottbuser FV 98        | 14  | 7  | 3 | 4  | 032:230 | 1,39  | 17:11  |
| 3.  | FV Brandenburg Cottbus | 14  | 6  | 3 | 5  | 029:230 | 1,26  | 15:13  |
| 4.  | SV Hoyerswerda 19      | 14  | 5  | 5 | 4  | 040:350 | 1,14  | 15:13  |
| 5.  | FC Deutschland Forst   | 14  | 7  | 0 | 7  | 028:360 | 0,78  | 14:14  |
| 6.  | FC Askania Forst       | 14  | 4  | 5 | 5  | 024:260 | 0,92  | 13:15  |
| 7.  | SC Wacker Ströbitz     | 14  | 3  | 5 | 6  | 022:440 | 0,50  | 11:17  |
| 8.  | VfB Klettwitz (N)      | 14  | 2  | 1 | 11 | 027:510 | 0,53  | 05:23  |

| (M) | Titelverteidiger Bezirk      |
| (N) | Aufsteiger aus den B-Klassen |

Aufstiegsrunde:
Qualifiziert waren die Sieger der drei zweitklassigen B-Klassen, sowie der Sieger der Lausitzer Turner.
| Pl. | Verein                                        | Sp. | S | U | N | Tore    | Quote | Punkte |
| --- | --------------------------------------------- | --- | - | - | - | ------- | ----- | ------ |
| 1.  | 1. FC Guben (Sieger B-Klasse Forst)           | 6   | 5 | 0 | 1 | 021:800 | 2,63  | 10:20  |
| 2.  | SC Union Cottbus (Sieger B-Klasse Cottbus)    | 6   | 4 | 0 | 2 | 014:130 | 1,08  | 08:40  |
| 3.  | VfB Senftenberg (Sieger B-Klasse Senftenberg) | 6   | 2 | 1 | 3 | 012:130 | 0,92  | 05:70  |
| 3.  | TV Kolkwitz (Sieger Lausitzer Turner)         | 6   | 0 | 1 | 5 | 006:190 | 0,32  | 01:11  |

## A-Klasse Oberlausitz
Die A-Klasse Oberlausitz wurde mit folgendem Tabellenstand beendet. Die SpVgg Gelb-Weiß Görlitz wurde zum dritten Mal Oberlausitzer Fußballmeister. Vizemeister und somit ebenfalls für die südostdeutsche Endrunde qualifiziert, wurde die SpVgg Bunzlau
| Pl. | Verein                   | Sp. | S  | U | N  | Tore    | Quote | Punkte |
| --- | ------------------------ | --- | -- | - | -- | ------- | ----- | ------ |
| 1.  | Gelb-Weiß Görlitz (M)    | 14  | 13 | 0 | 1  | 066:200 | 3,30  | 26:20  |
| 2.  | SpVgg Bunzlau (N)        | 14  | 9  | 1 | 4  | 029:320 | 0,91  | 19:90  |
| 3.  | Laubaner SV              | 14  | 7  | 2 | 5  | 051:350 | 1,46  | 16:12  |
| 4.  | STC Görlitz              | 14  | 8  | 0 | 6  | 043:320 | 1,34  | 16:12  |
| 5.  | Saganer SV               | 14  | 6  | 3 | 5  | 032:280 | 1,14  | 15:13  |
| 6.  | SC Halbau                | 14  | 6  | 1 | 7  | 026:350 | 0,74  | 13:15  |
| 7.  | Sportfreunde Seifersdorf | 14  | 3  | 0 | 11 | 011:620 | 0,18  | 06:22  |
| 8.  | SC Kunzendorf            | 14  | 0  | 1 | 13 | 026:400 | 0,65  | 01:27  |

| (M) | Titelverteidiger Bezirk |

Relegationsspiele:
Das Hinspiel fand am 10. April 1932 in Kunzendorf, das Rückspiel am 17. April 1932 in Görlitz statt.
|                                | Gesamt |                                   | Hinspiel | Rückspiel |
| ------------------------------ | ------ | --------------------------------- | -------- | --------- |
| SC Kunzendorf (Letzter A-Liga) | 5:2    | SC Merkur Görlitz (Sieger B-Liga) | 3:1      | 2:1       |

## A-Klasse Niederschlesien
Die seit dieser Saison in A-Klasse umbenannte Bezirksliga wurde diese Saison in einer Gruppe ausgespielt, es gewann zum sechsten Mal hintereinander der VfB Liegnitz. Die Vereinigten Grünberger Sportfreunde wurden Vizemeister und durften somit zum ersten Mal an der südostdeutschen Meisterschaft teilnehmen.
| Pl. | Verein                             | Sp. | S | U | N | Tore    | Quote | Punkte |
| --- | ---------------------------------- | --- | - | - | - | ------- | ----- | ------ |
| 1.  | VfB Liegnitz (M)                   | 14  | 9 | 2 | 3 | 043:270 | 1,59  | 20:80  |
| 2.  | Vereinigte Grünberger Sportfreunde | 14  | 9 | 1 | 4 | 044:190 | 2,32  | 19:90  |
| 3.  | SC Jauer                           | 14  | 7 | 3 | 4 | 034:290 | 1,17  | 17:11  |
| 4.  | FC Blitz Liegnitz                  | 14  | 5 | 4 | 5 | 026:320 | 0,81  | 14:14  |
| 5.  | SC Schlesien Haynau                | 14  | 5 | 3 | 6 | 031:370 | 0,84  | 13:15  |
| 6.  | SC Preußen 1911 Glogau             | 14  | 4 | 3 | 7 | 041:390 | 1,05  | 11:17  |
| 7.  | DSC Neusalz                        | 14  | 4 | 1 | 9 | 031:380 | 0,82  | 09:19  |
| 8.  | SpVgg 1896 Liegnitz                | 14  | 4 | 1 | 9 | 031:600 | 0,52  | 09:19  |

| (M) | Titelverteidiger Bezirk |

Entscheidungsspiel Platz 7:
| Datum         |             | Ergebnis |                     | Ort    |
| ------------- | ----------- | -------- | ------------------- | ------ |
| 13. März 1932 | DSC Neusalz | 4:1      | SpVgg 1896 Liegnitz | Glogau |

Relegationsspiele:
Das Hinspiel fand am 17. April 1932 in Fraustadt, das Rückspiel am 24. April 1932 in Liegnitz statt.
|                                   | Gesamt |                                        | Hinspiel | Rückspiel |
| --------------------------------- | ------ | -------------------------------------- | -------- | --------- |
| SuTV Fraustadt (Sieger B-Klassen) | 5:7    | SpVgg 1896 Liegnitz (Letzter A-Klasse) | 2:4      | 3:3       |

## A-Klasse Mittelschlesien
Die mittelschlesische Meisterschaft wurde in fünf regionalen Staffeln ausgetragen. Der Sieger der A-Klasse Breslau war direkt für die südostdeutsche Fußballendrunde qualifiziert. Die Sieger der anderen vier Staffeln spielten den Provinzmeister aus, der dann in einem Entscheidungsspiel gegen den Vizemeister Breslaus den zweiten mittelschlesischen Teilnehmer an der südostdeutschen Endrunde ausspielte.

### A-Klasse Breslau
| Pl. | Verein                            | Sp. | S | U | N  | Tore    | Quote | Punkte |
| --- | --------------------------------- | --- | - | - | -- | ------- | ----- | ------ |
| 1.  | Breslauer FV 06                   | 14  | 9 | 4 | 1  | 060:240 | 2,50  | 22:60  |
| 2.  | Breslauer SC 08                   | 14  | 7 | 3 | 4  | 041:260 | 1,58  | 17:11  |
| 3.  | Vereinigte Breslauer Sportfreunde | 14  | 7 | 3 | 4  | 039:270 | 1,44  | 17:11  |
| 4.  | SC Vorwärts Breslau               | 14  | 7 | 2 | 5  | 031:290 | 1,07  | 16:12  |
| 5.  | VSV Union Wacker Breslau (N)      | 14  | 5 | 5 | 4  | 037:370 | 1,00  | 15:13  |
| 6.  | SC Hertha Breslau                 | 14  | 5 | 0 | 9  | 041:590 | 0,69  | 10:18  |
| 7.  | VfB Breslau                       | 14  | 4 | 2 | 8  | 034:500 | 0,68  | 10:18  |
| 8.  | Breslauer SpVgg Komet 05          | 14  | 2 | 1 | 11 | 020:510 | 0,39  | 05:23  |

| (M) | Titelverteidiger Bezirk     |
| (N) | Aufsteiger aus der B-Klasse |

Entscheidungsspiel Platz 2:
| Datum       |                 | Ergebnis |                             | Ort     |
| ----------- | --------------- | -------- | --------------------------- | ------- |
| 1. Mai 1932 | Breslauer SC 08 | 3:2      | Vgt. Breslauer Sportfreunde | Breslau |

### Provinzmeisterschaft Mittelschlesien

#### A-Klasse Oels
| Pl. | Verein                 | Sp. | S | U | N | Tore    | Quote | Punkte |
| --- | ---------------------- | --- | - | - | - | ------- | ----- | ------ |
| 1.  | SSC 1901 Oels          | 8   | 6 | 1 | 1 | 024:120 | 2,00  | 13:30  |
| 2.  | SpVgg 08 Oels          | 8   | 4 | 4 | 0 | 014:600 | 2,33  | 12:40  |
| 3.  | VfR Oels               | 8   | 4 | 2 | 2 | 010:120 | 0,83  | 10:60  |
| 4.  | SC Preußen Festenberg  | 8   | 2 | 1 | 5 | 005:150 | 0,33  | 05:11  |
| 5.  | Sportfreunde Bernstadt | 8   | 0 | 0 | 8 | 002:100 | 0,20  | 0:16   |

#### A-Klasse Brieg
| Pl. | Verein             | Sp. | S | U | N | Tore    | Quote | Punkte |
| --- | ------------------ | --- | - | - | - | ------- | ----- | ------ |
| 1.  | SpVgg SSC Brieg    | 8   | 7 | 1 | 0 | 031:600 | 5,17  | 15:10  |
| 2.  | SC Brega Brieg     | 7   | 4 | 1 | 2 | 034:160 | 2,13  | 09:50  |
| 3.  | VfB 1921 Löwen     | 7   | 3 | 0 | 4 | 013:200 | 0,65  | 06:80  |
| 4.  | SC Preußen Brieg   | 6   | 1 | 0 | 5 | 007:240 | 0,29  | 02:10  |
| 5.  | Sportfreunde Ohlau | 4   | 0 | 0 | 4 | 001:200 | 0,05  | 0:80   |

#### A-Klasse Namslau
| Pl. | Verein                        | Sp. | S | U | N | Tore    | Quote | Punkte |
| --- | ----------------------------- | --- | - | - | - | ------- | ----- | ------ |
| 1.  | SpVgg 1911 Kreuzburg (N)      | 8   | 7 | 0 | 1 | 049:900 | 5,44  | 14:20  |
| 2.  | Sportfreunde Preußen Konstadt | 8   | 6 | 0 | 2 | 017:130 | 1,31  | 12:40  |
| 3.  | SpVgg Rosenberg (N)           | 7   | 3 | 1 | 3 | 019:170 | 1,12  | 07:70  |
| 4.  | SC Preußen Namslau            | 8   | 1 | 2 | 5 | 013:220 | 0,59  | 04:12  |
| 5.  | SV 1919 Pitschen (N)          | 7   | 0 | 1 | 6 | 008:450 | 0,18  | 01:13  |

| (N) | Aufsteiger |

#### A-Klasse Obernigk-Trachenberg
| Pl. | Verein                | Sp. | S | U | N | Tore    | Quote | Punkte |
| --- | --------------------- | --- | - | - | - | ------- | ----- | ------ |
| 1.  | SV Trachenberg        | 4   | 4 | 0 | 0 | 015:200 | 7,50  | 08:0   |
| 2.  | TV Gut Heil Prausnitz | 4   | 1 | 0 | 3 | 006:120 | 0,50  | 02:60  |
| 3.  | SC Obernigk           | 4   | 1 | 0 | 3 | 008:150 | 0,53  | 02:60  |

#### Mittelschlesische Provinzmeisterschaft
Qualifiziert waren die vier Sieger aus Regionalklassen.
Vorrunde Ostkreis:
Das Hinspiel fand am 24. April 1932 in Oels, das Rückspiel am 8. Mai 1932 in Kreuzburg und das Entscheidungsspiel am 16. Mai 1932 in Breslau statt.
|                                    | Gesamt |                                                | Hinspiel | Rückspiel | 3. Spiel |
| ---------------------------------- | ------ | ---------------------------------------------- | -------- | --------- | -------- |
| SSC 01 Oels (Sieger A-Klasse Oels) | 4:4    | SpVgg 1911 Kreuzburg (Sieger A-Klasse Namslau) | 1:1      | 0:0       | 3:1      |

Vorrunde Westkreis:
Das Hinspiel fand am 24. April 1932 in Trachenberg, das Rückspiel am 1. Mai 1932 in Brieg statt.
|                                                       | Gesamt |                                         | Hinspiel | Rückspiel |
| ----------------------------------------------------- | ------ | --------------------------------------- | -------- | --------- |
| SV Trachenberg (Sieger A-Klasse Obernigk-Trachenberg) | 3:7    | SpVgg SSC Brieg (Sieger A-Klasse Brieg) | 1:5      | 2:2       |

Finale:
Das Hinspiel fand am 22. Mai 1932 in Brieg, das Rückspiel am 26. Juni 1932 in Oels und das Entscheidungsspiel am 11. September 1932 in Oels statt.
|                 | Gesamt |             | Hinspiel | Rückspiel | 3. Spiel |
| --------------- | ------ | ----------- | -------- | --------- | -------- |
| SpVgg SSC Brieg | 10:90  | SSC 01 Oels | 3:4      | 4:3       | 3:2      |

### Endspiel um 2. Teilnehmer
Im Endspiel zur Ermittlung des zweiten mittelschlesischen Teilnehmers an der südostdeutschen Endrunde trafen der mittelschlesische Provinzmeister und der Vizemeister der A-Klasse Breslau aufeinander. Da sich jedoch bereits die Ermittlung des Provinzmeisters von Mittelschlesien in die Länge zog, wurde auf die Austragung dieses Spiels verzichtet und der Vizemeister Breslaus vom Verband als zweiter Teilnehmer bestimmt.

## A-Klasse Oberschlesien
Die oberschlesische Meisterschaft wurde in dieser Saison in einer Gruppe ausgetragen. Die SpVgg Vorwärts Rasensport Gleiwitz wurde zum dritten Mal Oberschlesischer Meister. Der Vizemeister dieser Bezirksklasse wurde die Saison in einem Entscheidungsspiel zwischen dem Zweitplatzierten des Rundenturniers und dem Pokalsieger Oberschlesiens ermittelt. Der Beuthener SuSV 09 setzte sich in diesem Spiel durch.
| Pl. | Verein                             | Sp. | S  | U | N  | Tore    | Quote | Punkte |
| --- | ---------------------------------- | --- | -- | - | -- | ------- | ----- | ------ |
| 1.  | SpVgg Vorwärts-Rasensport Gleiwitz | 14  | 11 | 1 | 2  | 064:240 | 2,67  | 23:50  |
| 2.  | SpVgg Ratibor 03                   | 14  | 9  | 0 | 5  | 041:300 | 1,37  | 18:10  |
| 3.  | Beuthener SuSV 09 (P, SOM)         | 14  | 8  | 1 | 5  | 054:300 | 1,80  | 17:11  |
| 4.  | SC Preußen Zaborze (M)             | 14  | 5  | 5 | 4  | 028:180 | 1,56  | 15:13  |
| 5.  | SpVgg Deichsel Hindenburg          | 14  | 5  | 4 | 5  | 042:430 | 0,98  | 14:14  |
| 6.  | SuSV 1912 Miechowitz (N)           | 14  | 5  | 1 | 8  | 039:620 | 0,63  | 11:17  |
| 7.  | VfB 1910 Gleiwitz                  | 13  | 3  | 2 | 8  | 020:410 | 0,49  | 08:18  |
| 8.  | Vgt. Oppelner Sportfreunde         | 13  | 2  | 0 | 11 | 014:540 | 0,26  | 04:22  |

| (SOM) | Südostdeutscher Titelverteidiger |
| (M)   | Titelverteidiger Bezirk          |
| (P)   | Oberschlesischer Pokalsieger     |
| (N)   | Aufsteiger aus der B-Klasse      |

Entscheidungsspiel zweiter Teilnehmer:
| Datum           |                                                     | Ergebnis |                                                  | Ort      |
| --------------- | --------------------------------------------------- | -------- | ------------------------------------------------ | -------- |
| 17. Januar 1932 | SpVgg 1903 Ratibor (Zweiter A-Klasse Oberschlesien) | 0:1      | Beuthener SuSV 09 (Oberschlesischer Pokalsieger) | Gleiwitz |

## A-Klasse Bergland
Die A-Klasse Bergland wurde in zwei Gruppen ausgespielt. Bezirksmeister wurde der VfB Langenbielau, Vizemeister und damit ebenfalls für die Meisterschaftsendrunde qualifiziert wurde der Waldenburger SV 1909.

### Bergland Ostkreis
| Pl. | Verein                                  | Sp. | S | U | N | Tore    | Quote | Punkte |
| --- | --------------------------------------- | --- | - | - | - | ------- | ----- | ------ |
| 1.  | VfB Langenbielau                        | 10  | 5 | 4 | 1 | 025:110 | 2,27  | 14:60  |
| 2.  | RSV Hertha Münsterberg                  | 10  | 5 | 3 | 2 | 025:190 | 1,32  | 13:70  |
| 3.  | Schweidnitzer FV Manfred von Richthofen | 10  | 4 | 2 | 4 | 022:220 | 1,00  | 10:10  |
| 4.  | SpVgg 1908 Reichenbach                  | 10  | 4 | 1 | 5 | 018:200 | 0,90  | 09:11  |
| 5.  | SV Preußen Glatz                        | 10  | 3 | 1 | 6 | 011:190 | 0,58  | 07:13  |
| 6.  | Vereinigte Strehlener Sportfreunde      | 10  | 3 | 1 | 6 | 012:220 | 0,55  | 07:13  |

Entscheidungsspiel Platz 5:
| Datum             |                  | Ergebnis  |                                    | Ort         |
| ----------------- | ---------------- | --------- | ---------------------------------- | ----------- |
| 22. November 1931 | SV Preußen Glatz | 3:4 n. V. | Vereinigte Strehlener Sportfreunde | Münsterberg |

### Bergland Westkreis
| Pl. | Verein                          | Sp. | S | U | N | Tore    | Quote | Punkte |
| --- | ------------------------------- | --- | - | - | - | ------- | ----- | ------ |
| 1.  | Waldenburger SV 09 (M)          | 10  | 7 | 2 | 1 | 031:130 | 2,38  | 16:40  |
| 2.  | VfR 1915 Schweidnitz            | 10  | 4 | 3 | 3 | 027:240 | 1,13  | 11:90  |
| 3.  | SV Preußen Waldenburg-Altwasser | 10  | 4 | 3 | 3 | 020:210 | 0,95  | 11:90  |
| 4.  | SV Silesia Freiburg             | 10  | 4 | 2 | 4 | 018:300 | 0,60  | 10:10  |
| 5.  | SV Preußen Schweidnitz          | 10  | 4 | 1 | 5 | 019:170 | 1,12  | 09:11  |
| 6.  | STC Hirschberg                  | 10  | 1 | 1 | 8 | 011:210 | 0,52  | 03:17  |

| (M) | Titelverteidiger Bezirk |

### Entscheidungsspiele Abstieg
Spiel um Klassenerhalt:
| Datum             |                                    | Ergebnis  |                                     | Ort                   |
| ----------------- | ---------------------------------- | --------- | ----------------------------------- | --------------------- |
| 13. Dezember 1931 | STC Hirschberg (Letzter Westkreis) | 3:2 n. V. | SV Preußen Glatz (Letzter Ostkreis) | Freiburg in Schlesien |

Relegationsspiele:
Das Hinspiel fand am 10. April 1932 in Saarau, das Rückspiel am 17. April 1932 in Glatz statt.
|                              | Gesamt |                                      | Hinspiel | Rückspiel |
| ---------------------------- | ------ | ------------------------------------ | -------- | --------- |
| SV Saarau (Sieger B-Klassen) | 12:40  | SV Preußen Glatz (Letzter A-Klassen) | 8:1      | 4:3       |

### Bezirksmeisterschaft Bergland
Das Hinspiel fand am 29. November 1931 in Langenbielau, das Rückspiel am 6. Dezember 1931 in Waldenburg statt.
|                                    | Gesamt |                                       | Hinspiel | Rückspiel |
| ---------------------------------- | ------ | ------------------------------------- | -------- | --------- |
| VfB Langenbielau (Sieger Ostkreis) | 6:4    | Waldenburger SV 09 (Sieger Westkreis) | 3:2      | 3:2       |

## Südostdeutsche Fußballendrunde
Die Endrunde um die südostdeutsche Fußballmeisterschaft wurde in der Saison 1931/32 im Rundenturnier ausgetragen. Erneut bestimmte der SOFV, dass die Teilnehmer aus den drei spielstärksten Bezirken Niederlausitz, Mittelschlesien/Breslau und Oberschlesien in der Finalstaffel den Südostdeutschen Fußballmeister ausspielten und dass die Teilnehmer aus den schwächeren Bezirken Bergland, Niederschlesien und Oberlausitz in einer gesonderten Gruppe nur den Teilnehmer am Entscheidungsspiel um die Vizemeisterschaft ausspielten. Somit blieb auch in diesem Jahr die theoretische Chance auf den Meistertitel für Vereine aus den drei schwächeren Bezirken verwehrt.

### Finalstaffel
| Pl. | Verein                                                             | Sp. | S | U | N | Tore    | Quote | Punkte |
| --- | ------------------------------------------------------------------ | --- | - | - | - | ------- | ----- | ------ |
| 1.  | Beuthener SuSV 09 (SOM) (2. Teilnehmer Oberschlesiens)             | 10  | 9 | 0 | 1 | 034:150 | 2,27  | 18:20  |
| 2.  | Breslauer SC 08 (2. Teilnehmer Mittelschlesiens)                   | 10  | 6 | 2 | 2 | 025:140 | 1,79  | 14:60  |
| 3.  | SpVgg Vorwärts-Rasensport Gleiwitz (Sieger A-Klasse Oberschlesien) | 10  | 5 | 2 | 3 | 020:170 | 1,18  | 12:80  |
| 4.  | Breslauer FV 06 (Sieger A-Klasse Breslau)                          | 10  | 4 | 0 | 6 | 016:210 | 0,76  | 08:12  |
| 5.  | Cottbuser FV 1898 (Vizemeister A-Klasse Niederlausitz)             | 10  | 2 | 0 | 8 | 019:290 | 0,66  | 04:16  |
| 6.  | FC Viktoria Forst (Sieger A-Klasse Niederlausitz)                  | 10  | 1 | 2 | 7 | 011:290 | 0,38  | 04:16  |

| (SOM) | südostdeutscher Titelverteidiger |

### Staffel II
| Pl. | Verein                                                                    | Sp. | S | U | N | Tore    | Quote | Punkte |
| --- | ------------------------------------------------------------------------- | --- | - | - | - | ------- | ----- | ------ |
| 1.  | VfB Liegnitz (Sieger A-Klasse Niederschlesien)                            | 10  | 7 | 0 | 3 | 028:200 | 1,40  | 14:60  |
| 2.  | SpVgg Bunzlau (Vizemeister A-Klasse Oberlausitz)                          | 10  | 4 | 3 | 3 | 023:230 | 1,00  | 11:90  |
| 3.  | Vereinigte Grünberger Sportfreunde (Vizemeister A-Klasse Niederschlesien) | 10  | 3 | 4 | 3 | 024:250 | 0,96  | 10:10  |
| 4.  | SpVgg Gelb-Weiß Görlitz (Sieger A-Klasse Oberlausitz)                     | 9   | 4 | 1 | 4 | 021:230 | 0,91  | 09:90  |
| 5.  | Waldenburger SV 1909 (Vizemeister A-Klasse Bergland)                      | 9   | 3 | 2 | 4 | 020:190 | 1,05  | 08:10  |
| 6.  | VfB Langenbielau (Sieger A-Klasse Bergland)                               | 8   | 0 | 4 | 4 | 012:180 | 0,67  | 04:12  |

### Entscheidungsspiele Vizemeisterschaft
Das Hinspiel fand am 10. April 1932 in Breslau, das Rückspiel am 17. April 1932 in Liegnitz statt.
|                                     | Gesamt |                                  | Hinspiel | Rückspiel |
| ----------------------------------- | ------ | -------------------------------- | -------- | --------- |
| Breslauer SC (Zweiter Finalstaffel) | 9:6    | VfB Liegnitz (Sieger Staffel II) | 4:2      | 5:4       |